# Мінакова Анна Станіславівна
Анна Станіславівна Мінакова (нар. 30 травня 1985, м. Світловодськ Кіровоградської області) — керівник рок-кавер-хорів, зокрема Хору самотніх сердець Сержанта Пеппера, піаністка, журналістка, російськомовна українська поетеса. Член Національної спілки письменників України, лауреат Всеросійської премії імені С. Єсеніна (2005 рік), переможець програми «Нові імена України» у номінації «Поезія», чотириразовий стипендіат Харківського фонду підтримки молодих обдарувань, лауреат Першої премії літературного конкурсу «Сади ліцею» (2004 рік), володарка Гран-прі та Золотої медалі літературного Всеукраїнського конкурсу молодих поетів імені Леоніда Кисельова (2005).

## Освіта
У 2004 закінчила Харківське музичне училище им. Б. М. Лятошинського (по класу фортепіано А. Д. Самсоник).
У 2009 закінчила Харківський державний університет мистецтв ім. І. Котляревського (по класу фортепіано Н. О. Мельникової).

## Творчість
Пише російською мовою. Автор книжок «Золотая зола», «Дорогое мое», «Ода радости».

## Відзнаки
Лауреат премія імені Леоніда Кисельова.

## Родина
Донька поета Станіслава Мінакова.